# مینگس (تگزاس)
مینگس، تگزاس (به انگلیسی: Mingus, Texas) یک شهر در ایالات متحده آمریکا با جمعیت ۲۴۶ نفر است که در تگزاس واقع شده‌است.

## موقعیت جغرافیایی
موقعیت جغرافیایی شهرها و مناطق اطراف به شرح زیر است: